# 말레이날여우박쥐
말레이날여우박쥐(Pteropus vampyrus)는 동남아시아에 서식하는 큰박쥐과 과일박쥐의 일종이다. "큰날여우박쥐", "말레이시아날여우박쥐", "큰과일박쥐", "칼랑"(kalang), "칼롱"(kalong) 등으로도 알려져 있다. 왕박쥐속(Pteropus) 또는 구대륙과일박쥐류에 속하는 다른 박쥐들처럼 과일과 꽃꿀, 꽃만을 먹는다. 가장 큰 박쥐의 하나로 알려져 있다. 모든 다른 큰박쥐류처럼 반향정위 능력을 갖고 있지 않지만 대신에 잘 발달한 시력을 갖고 있다.